# Monophyllus plethodon
Monophyllus plethodon
Espèce
Statut de conservation UICN

 NT  : Quasi menacé
Monophyllus plethodon est une espèce de chauve-souris de la famille des Phyllostomidae. On la rencontre à Anguilla, à Antigua-et-Barbuda, à la Barbade, à la Dominique, à la Guadeloupe, à la Martinique, à Montserrat, à Sainte-Lucie et à Saint-Vincent-et-les-Grenadines.

## Liste des sous-espèces
Selon Catalogue of Life (4 septembre 2020) et Mammal Species of the World (version 3, 2005)  (4 septembre 2020) les sous-espèces suivantes sont reconnues :
- Monophyllus plethodon frater Anthony, 1917
- Monophyllus plethodon luciae Miller, 1902
- Monophyllus plethodon plethodon Miller, 1900